# In Silence
"In Silence" é o oitavo single da banda de rock japonesa Luna Sea, lançado em 15 de julho de 1996 pela MCA Victor e incluído no álbum Style. 
O videoclipe da faixa título apresenta o ator Eiji Wentz quando criança. A cantora Akino Arai canta o refrão. Foi usada como música tema da primeira temporada da versão japonesa da série de televisão estaduniense Chicago Hope. As duas canções do single foram compostas por Sugizo.
"In Silence" também foi incluída em vários álbuns de compilação da banda, como por exemplo Period -the Best Selection-, Complete Best e juntamente com o lado B "Ray" em Singles.

## Recepção
Alcançou a segunda posição na Oricon Singles Chart e permaneceu nas paradas por nove semanas. Em 1996, foi certificado disco de Ouro pela Recording Industry Association of Japan (RIAJ) por vender mais de 200.000 cópias.
O vocalista Hazuki do lynch. fez um cover de "Ray" em seu álbum solo Souen  -FUNERAL-.

## Faixas
Todas as letras escritas por Ryuichi, todas as músicas compostas por Sugizo.
| N.º            | Título         | Duração |  |
| 1.             | "In Silence"   | 5:36    |  |
| 2.             | "Ray"          | 7:32    |  |
| Duração total: | Duração total: | 13:09   |  |

## Ficha técnica
Luna Sea
- Ryuichi - vocais
- Sugizo - guitarra solo
- Inoran - guitarra rítmica
- J - baixo
- Shinya Yamada - bateria

Músicos adicionais
- Akino Arai - vocais de apoio em "In Silence"

## Desempenho nas paradas
| Parada (1996)                | Posição de pico |
| ---------------------------- | --------------- |
| Japão (Oricon Singles Chart) | #2              |